# De Gooi- en Eemlander
De Gooi- en Eemlander is een regionaal Nederlands dagblad in het Gooi, Soest en Baarn (Eemland). De krant verscheen vanaf 1923 als centrumrechts dagblad en bleef tot 1996 zelfstandig. Na de overname door De Telegraaf werd De Gooi- en Eemlander, samen met het later opgeheven Dagblad van Almere, toegevoegd aan de Hollandse Dagbladcombinatie. Sinds 2004 verschijnt De Gooi- en Eemlander als ochtendblad. De krant is onderdeel van het Noordhollands Dagblad, een van de titels van Mediahuis Nederland.

## Geschiedenis

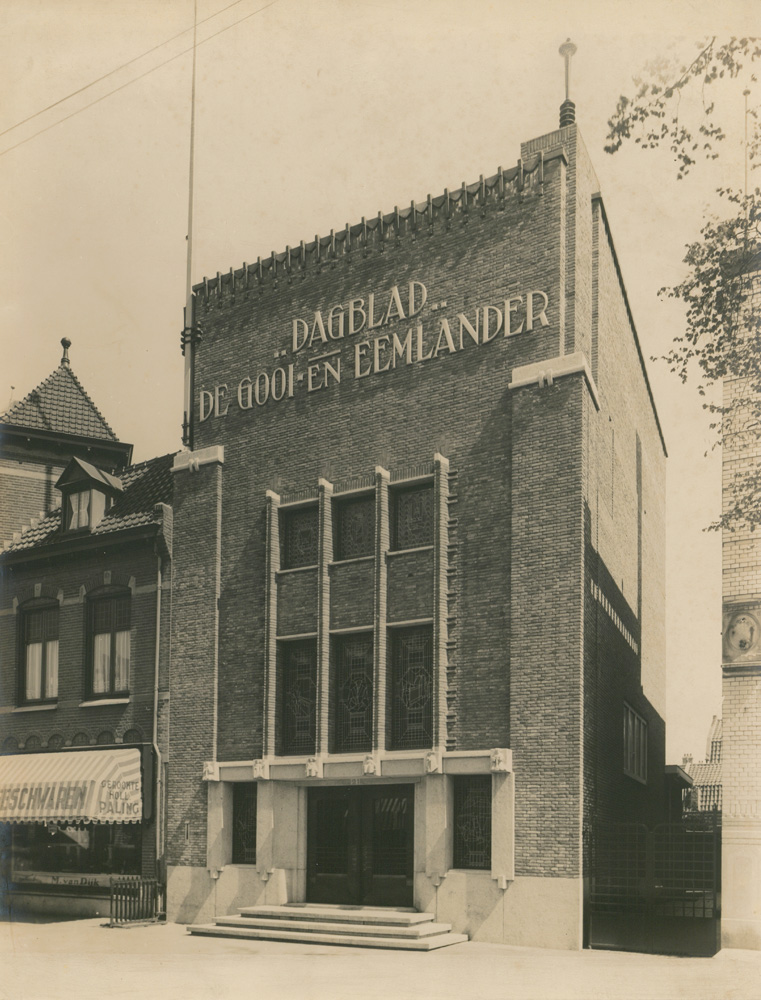
Het kantoorgebouw De Gooi- en Eemlander in Hilversum (1928)

De Gooi- en Eemlander ontstond uit het Gooisch Nieuwsblad, opgericht in 1871 door Johannes Geradts, en gedrukt op een zolder in Hilversum op een kleine handpers. Al gauw werd dit nieuwsblad ook in Bussum/Naarden, Laren/Blaricum, Eemnes en Baarn/Soest verspreid en koos Geradts de titel De Gooi- en Eemlander.
In 1900 riep Geradts na een grote brand de hulp in van de drukkers, de gebroeders Klene, die de krant wat later overnamen en eigenaren bleven tot 1996. Redactioneel ging het in de eerste jaren slechts om het weergeven van feiten. Nadat in 1901 de krant twee keer per week verscheen, werd de krant in 1923 dagblad.
In 1920 verschenen er al 8.500 exemplaren. In 1940 telde De Gooi- en Eemlander al bijna 19.000 abonnees. De krant ging toen echter meewerken aan de eisen die de Duitse bezetter stelde (gelijkschakeling), en moest dat bekopen met een verschijningsverbod in 1945. Dit kwam de krant weer te boven, en hij groeide mee met de sterke groei van Hilversum in de jaren 50 en 60.
In de jaren zeventig kreeg de krant een centrumlinkse signatuur, mede door de opkomst van de PvdA in Hilversum, dat voor de oorlog een overwegend liberale en katholieke gemeente was. De groei van de krant zette nog verder door.
In 1980 bereikte de krant haar hoogste oplage van 60.000. In die tijd bestond De Gooi- en Eemlander uit een beheersmaatschappij (Dagblad De Gooi- en Eemlander B.V.) en vijf werkmaatschappijen: De Gooi- en Eemlander, Dagblad van Almere (sinds 1978), Goois Weekblad, Groene Weekblad en de Kabelkrant, die in de loop der tijd vanwege reorganisaties, fusies en bezuinigingen op De Gooi- en Eemlander na, allemaal zijn verdwenen.
Sinds 1996 is de krant deel van de Telegraaf Holding en vormt hij samen met het Haarlems Dagblad en het Leidsch Dagblad de Hollandse Dagblad Combinatie (HDC); in 2001 werd ook het Noordhollands Dagblad aan deze combinatie toegevoegd.
De krant telde in 2005 52 medewerkers, voornamelijk redacteuren. De meeste ondersteunende diensten vinden centraal plaats vanuit Alkmaar. De distributie en bezorging van de krant geschieden door een Telegraaf-bedrijf, DistriQ. Het aantal abonnees was anno 2016 17.337.
Bekende journalisten van de krant waren onder meer de later bekende en succesvolle katholieke schrijver Antoon Coolen en de dichter Gabriël Smit, die daarna bij de Volkskrant zou gaan werken en Chris Kijne, die later bij de VPRO en het radioprogramma Met het Oog op Morgen zou gaan werken.
Op 11 november 2021 vierde de krant haar 150 jarig bestaan. In de jubileumeditie, met op de voorpagina een cartoon van de vaste tekenaar Frank Muntjewerf, geeft de redactie aan dat 'de krant als kool groeit door een nieuwe manier van werken'. Volgens hoofdredacteur  Corine de Vries was de krant in 2022 sinds enige maanden de snelstgroeiende titel.

### Geschiedenis in cijfers
- 1871: In november het 1e nummer Het Goois Nieuwsblad, voorloper van De Gooi- en Eemlander, verschijning eens per week
- 1901: 'De Gooi' zoals hij in de volksmond genoemd wordt, verschijnt tweemaal per week.
- 1922: De krant verschijnt als dagblad zesmaal per week.
- 1945: Verschijningsverbod wegens collaboratie met de Duitse bezetter
- 1980: Hoogste oplage, bijna 60.000, daarna gestage daling
- 1996: Overname door De Telegraaf.
- 1998: Start website
- 2004: Overgang naar ochtendblad.